# Pseudotsuga menziesii
L'abete di Douglas, chiamato anche douglasia costiera (Pseudotsuga menziesii) o, impropriamente, pino dell'Oregon, è una conifera sempreverde diffusa nelle regioni costiere del Nordamerica dalla Columbia Britannica (Canada), alla California (Stati Uniti). Particolarmente diffusa negli stati di Washington e Oregon, è una fonte primaria di legname. In California si trova sulle Klamath Mountains fino a raggiungere a sud la Sierra Nevada centro-settentrionale. Il suo habitat varia dal livello del mare sino ad un'altezza di 1.800 m. Appartiene al genere Pseudotsuga, del quale è la specie più conosciuta.
Il nome comune deriva dal botanico scozzese David Douglas, che inviò nel 1827 il primo materiale di propagazione. Il nome scientifico deriva invece dal naturalista scozzese Archibald Menzies che la scoprì e la descrisse nel 1791 nell'isola di Vancouver.

## Caratteristiche

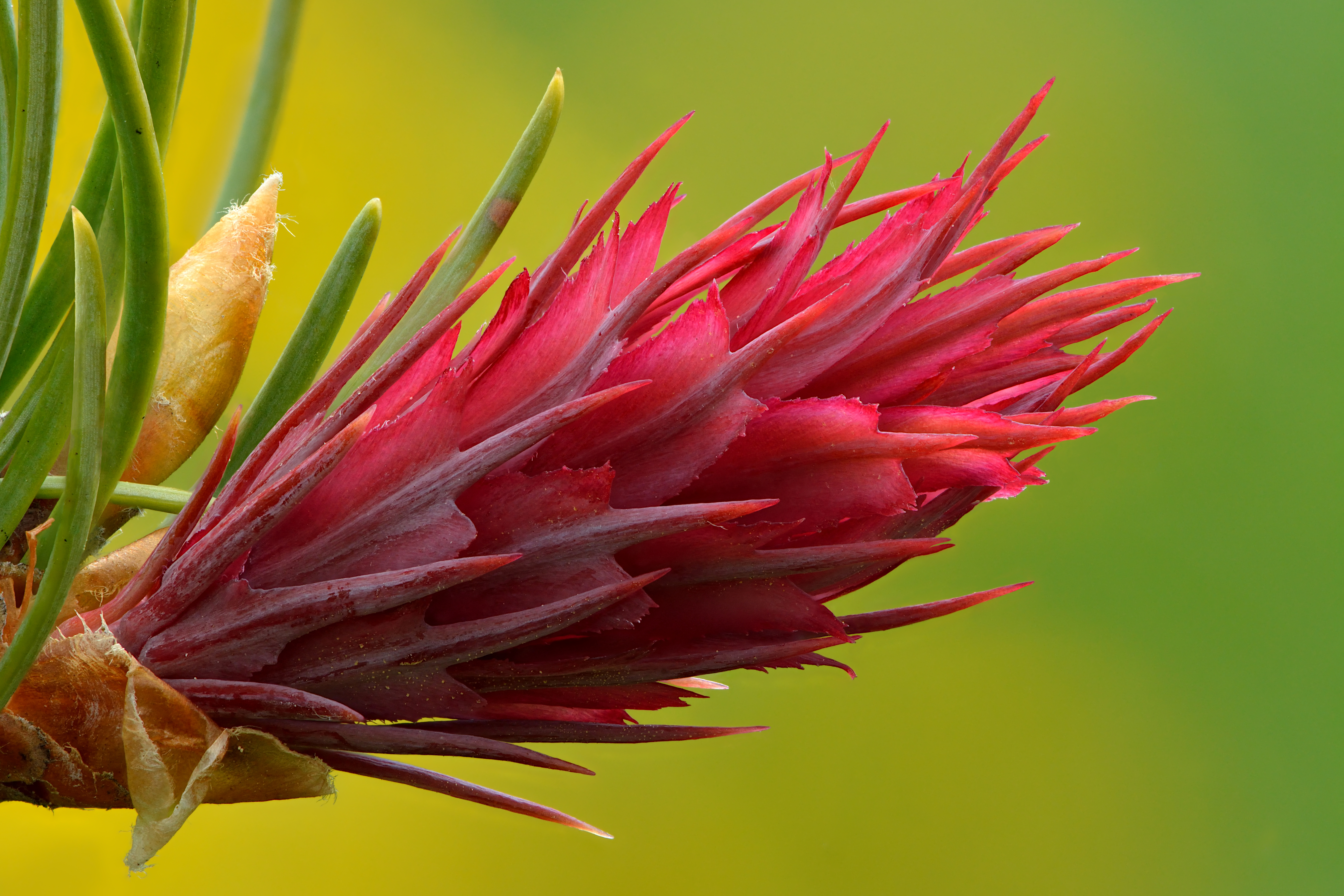
Strobilo immaturo

È un albero maestoso, tra i più alti per altezza raggiunta nel mondo (dopo la sequoia della California). L'altezza si aggira attorno ai 60-75 m e più mentre la larghezza anche ai 1,5-2 m di diametro. L'esemplare più alto conosciuto è stato nominato "Doerner Fir", alto 100,3 m, si trova nella zona dell'East Fork Brummit Creek nell'Oregon, il più largo invece è il "Queets Fir", con un tronco di 4,85 m di diametro, nella Queets River valley (Parco nazionale Olimpico), stato di Washington. Generalmente vive 500 anni, occasionalmente può raggiungere i 1.000 anni.
La corteccia nei piccoli alberi è sottile, liscia, grigia contenente numerose bolle resinose. Negli esemplari maturi, è spessa 10-30 cm e sugherosa. I germogli vanno dal marrone al verde oliva, diventando sempre più grigio scuro man mano che l'età aumenta. I germogli hanno una forma conica molto particolare: lunghi circa 4-8 mm, con squame rosso brune. Le foglie sono disposte a spirale: gli aghi lunghi fino a 3,5 cm sono diritti, flessibili, appiattiti, resinosi e gradevolmente aromatici, verdi di sopra e grigiastri di sotto, che, se strofinate, emanano un caratteristico odore di limone.
La corteccia contiene fino al 18% di tannino e al 6% di zuccheri.
I coni femminili quando sono maturi pendono dai rami e sono lunghi 5-11 cm quando sono completamente aperti, circa 2-3 cm quando sono chiusi. Si formano in primavera e dapprima sono di colore verde, ma durante la maturazione, che si completa in circa 7 mesi in autunno, diventano di colore marrone. I semi sono lunghi circa 5-6 mm e spessi 3-4 mm. I coni maschili contenenti il polline sono lunghi 2-3 cm e disperdono il polline giallo in primavera.
Gli individui isolati hanno forma piramidale, mentre all'interno delle grosse foreste gli individui anziani hanno una forma tipica conica con un tronco scoperto di circa 20-40 m: infatti gli esemplari giovani hanno i rami inferiori che sfiorano quasi il terreno, poiché l'auto potatura è molto lenta. Statisticamente ci vogliono 70-80 anni affinché si abbia un tronco libero di 5 m e circa 100 anni per un tronco libero di 10 metri. La produzione di semi comincia attorno ai 20-30 anni, poiché negli anni precedenti è scandita da cicli irregolari che portano talvolta all'assenza di produzione di semi, talaltra (generalmente ogni 5-7 anni) a una massiccia produzione. All'interno di ogni pigna sono custoditi dai 25 ai 50 semi. La forma dei semi è variabile, il numero dei semi puliti ammonta a circa 70-88/g.

## In Europa
È stato introdotto nel continente europeo nella prima metà dell'Ottocento (1830, in Italia ha trovato habitat nella zona del castagno e può anche raggiungere le zone delle faggete). Generalmente non richiede particolari tipi di terreno, eccezion fatta per quelli argillosi. È invece molto intollerante con le alte e basse temperature e può soffrire molto a causa di gelate tardive e siccità estive. Le altezze massime nel vecchio continente raggiungono i 60 m circa.

### In Italia
Il primo impianto italiano documentato è quello del parco botanico sperimentale del Pinetum a Moncioni nel comune di Montevarchi. Nella foresta demaniale di Vallombrosa, in Toscana, popola varie particelle tra cui quella del Metato, in cui la specie annovera esemplari che superano i 50 metri di altezza (Botanica Forestale - I Gimnosperme - Romano Gellini e Paolo Grossoni); qua si trovano infatti le piante più alte di Italia, 62,45 e 59,83 metri (misure riferite al 2016).
È presente nelle zone montane fresche e umide dello stivale, solo sotto forma di rimboschimento (essendo una specie alloctona) dal Casentino alla Basilicata, dalla Campania al Trentino-Alto Adige. Questa specie arborea ormai è largamente diffusa e si è introdotta perfettamente nell'habitat italiano.
Ve ne sono esemplari anche nella Riserva naturale Vallombrosa nel comune di Reggello in provincia di Firenze.

## Uso
È una pianta dal rapido accrescimento, che ne consente un ampio sfruttamento e impiego nella produzione legnosa, e si adatta a qualsiasi terreno.
Il legno dell'abete di Douglas è molto richiesto, ma la resistenza e la tessiture non sono uniformi: richiede perciò un'attenta selezione per avere una buona uniformità. L'utilizzo è svariato soprattutto nelle costruzioni: barche, ponti, case, carpenteria in genere, assi ferroviarie, proprio per la sua leggerezza, robustezza, elasticità e resistenza agli agenti atmosferici.
È ampiamente utilizzato anche nell'industria della carta.
Un abete di Douglas maturo è anche un bell'albero ornamentale e non è difficile vederlo in parchi o giardini; viene anche utilizzato come Albero di Natale.

## Galleria d'immagini

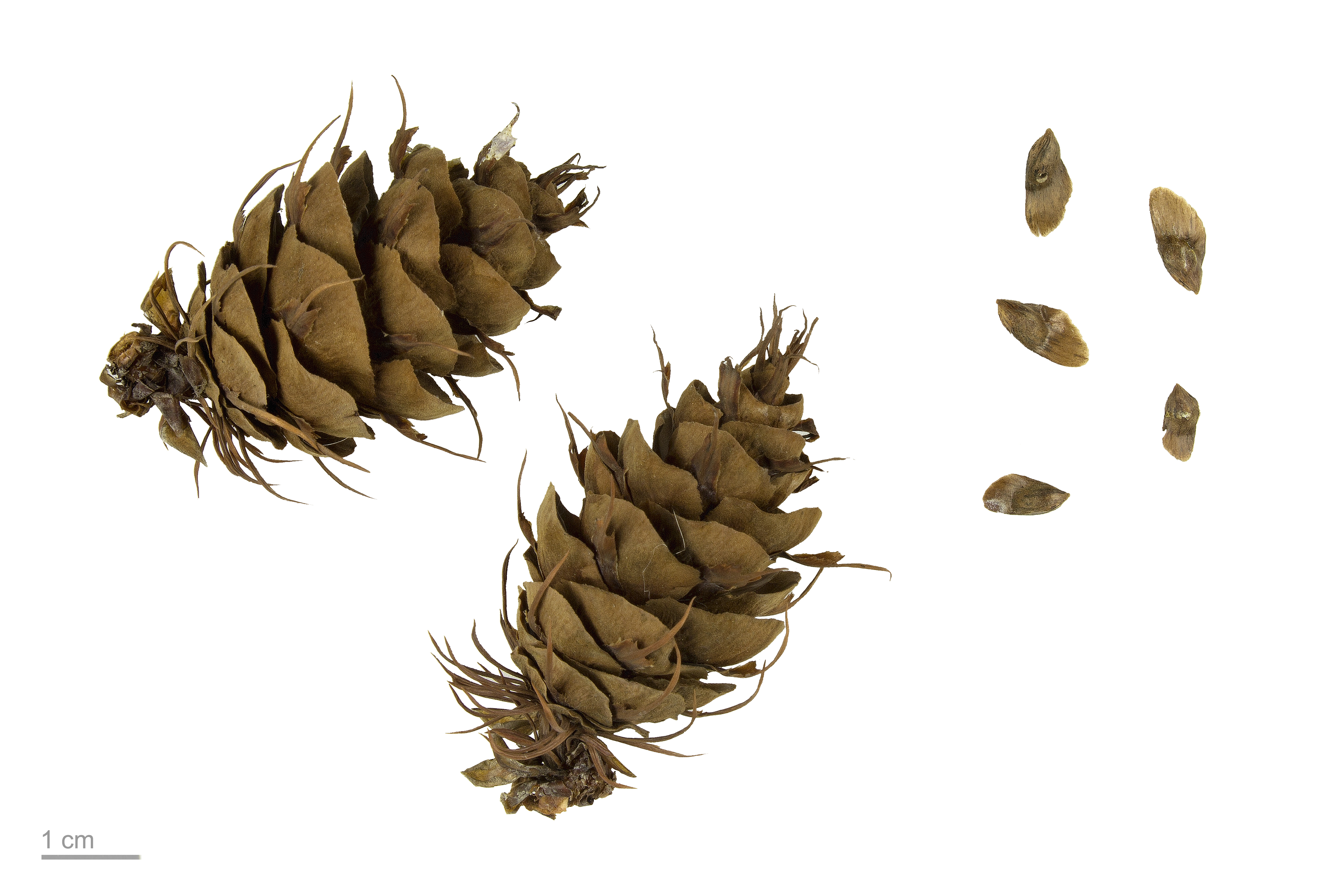
Pseudotsuga menziesii - strobili e semi
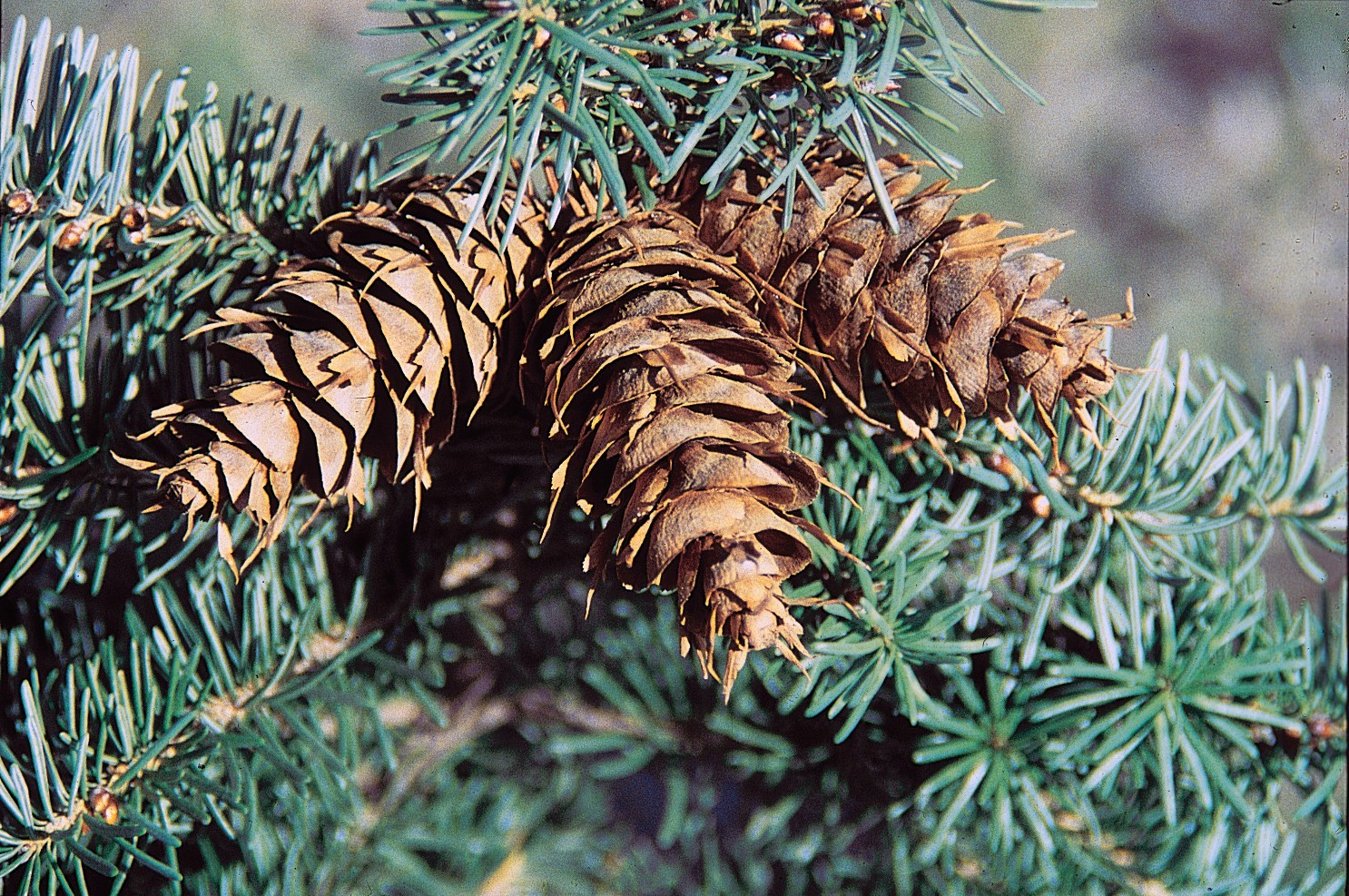
Coni
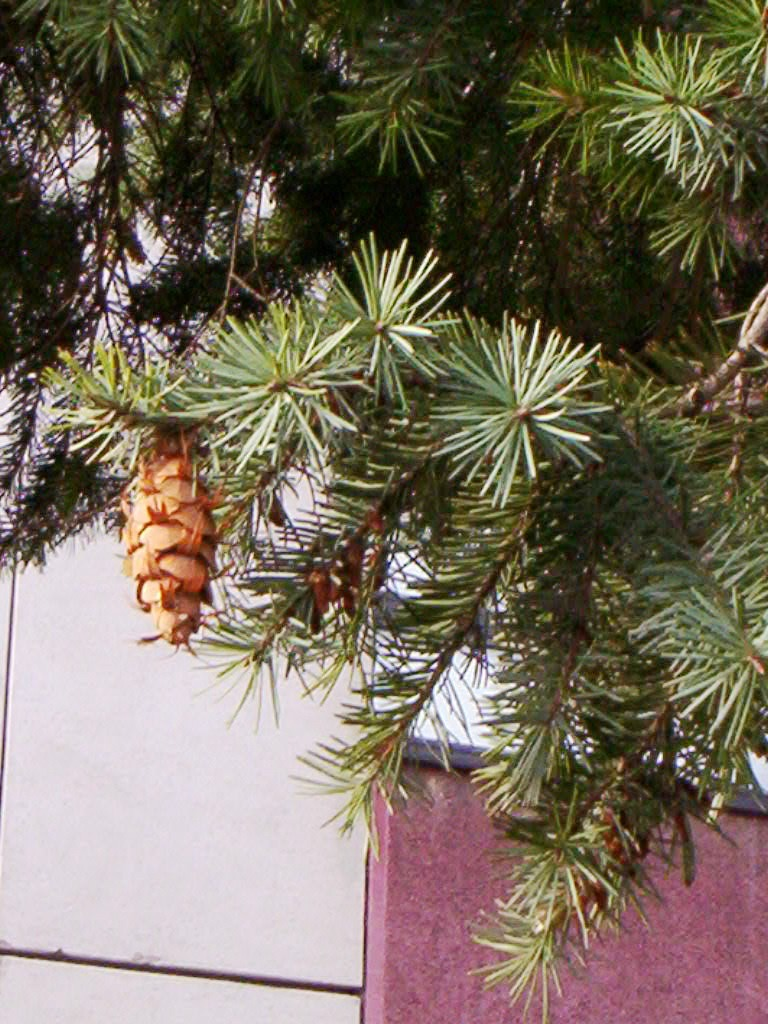
Particolare di ramo con pigna
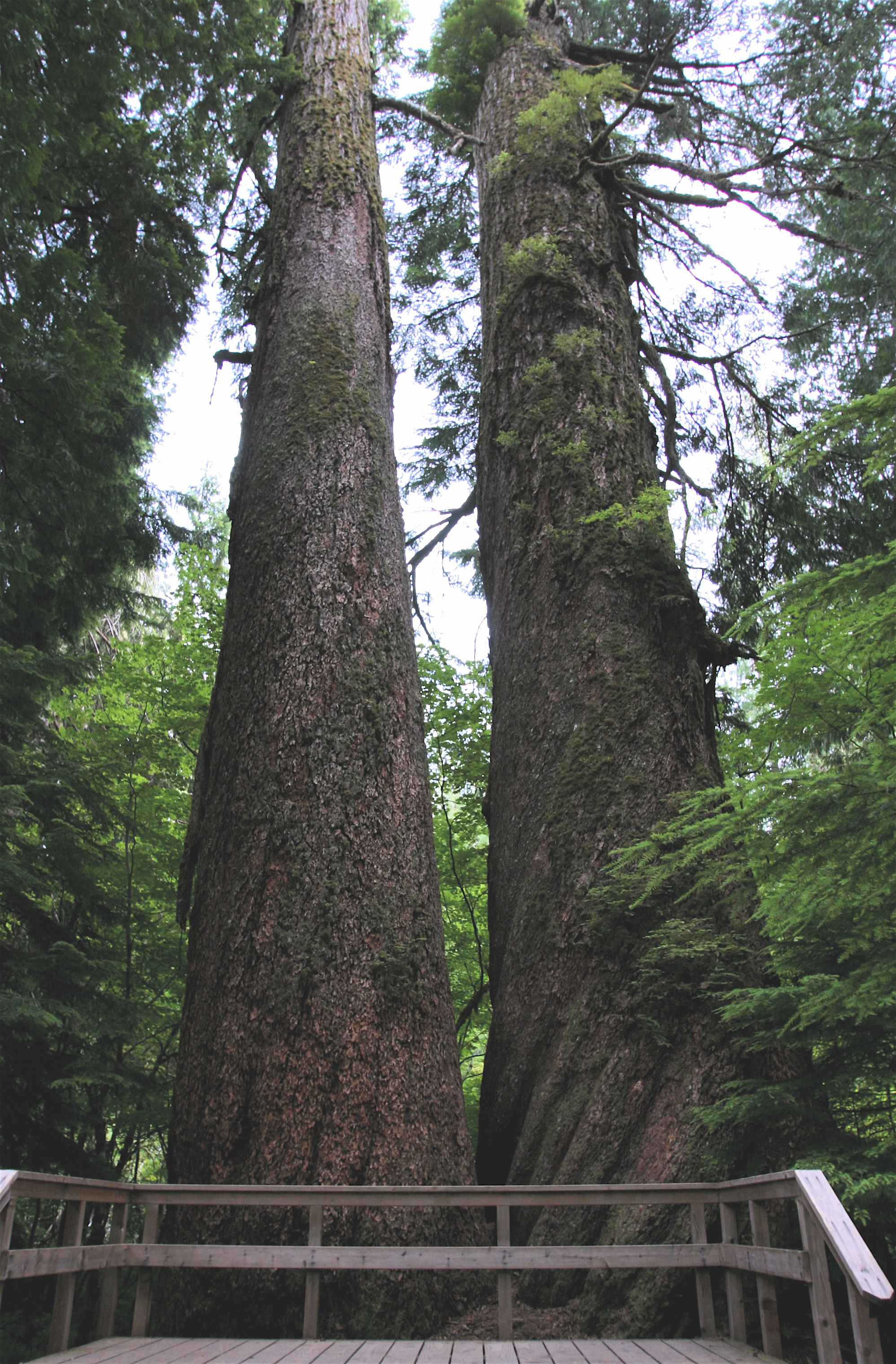
Foresta matura ubicata sulle pendici del Mount Rainier (USA)
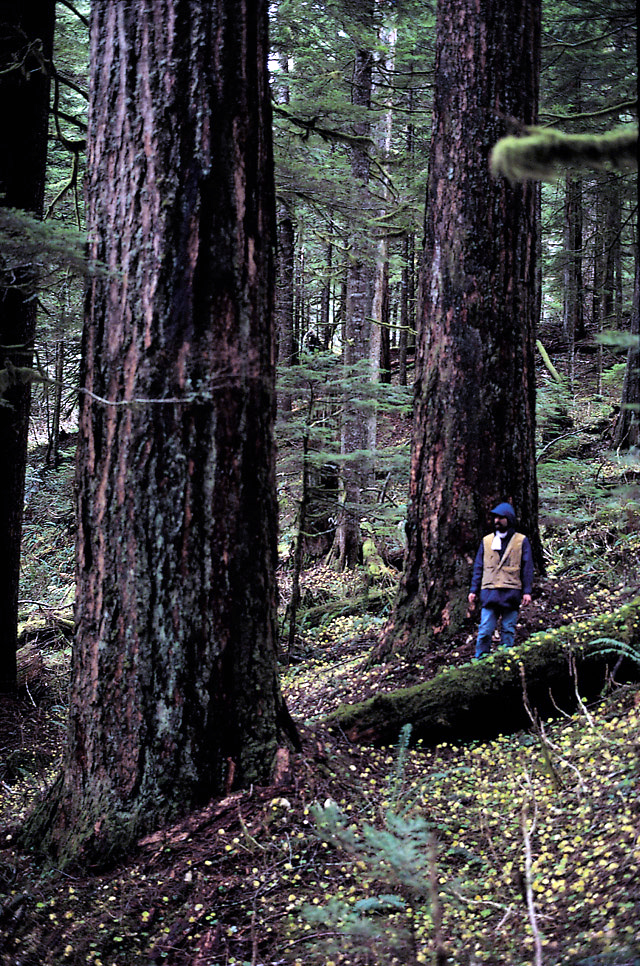
Foresta nella Mount Hood National Forest, Oregon, (USA)
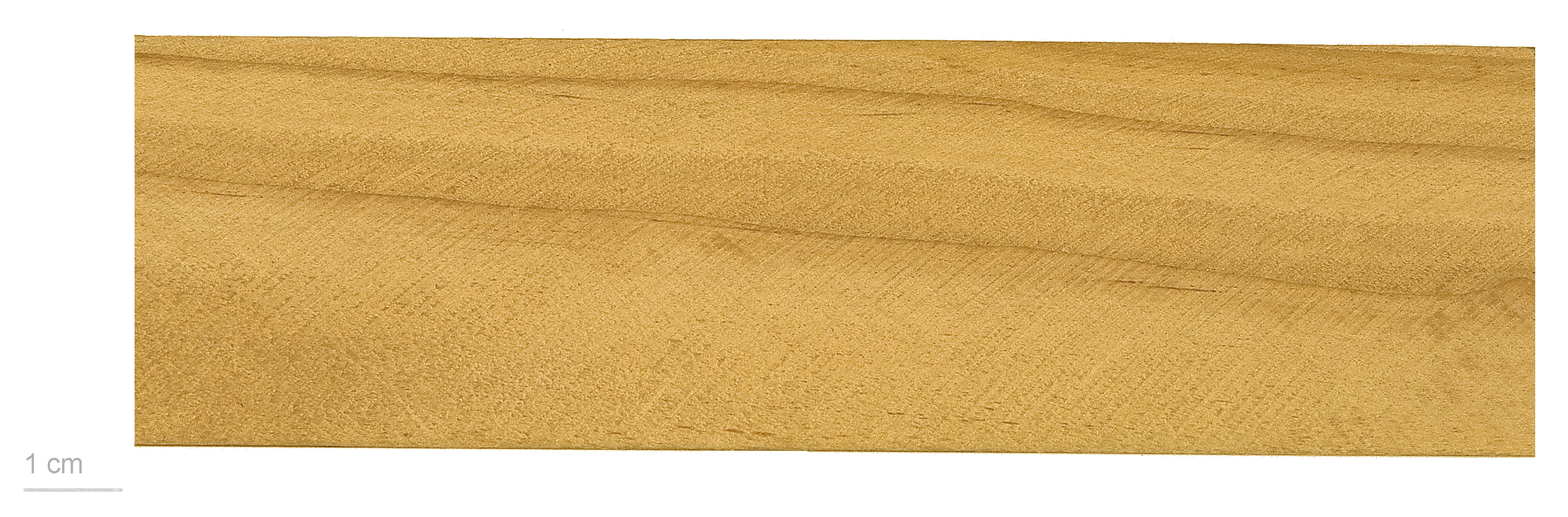
Pseudotsuga menziesii - legno
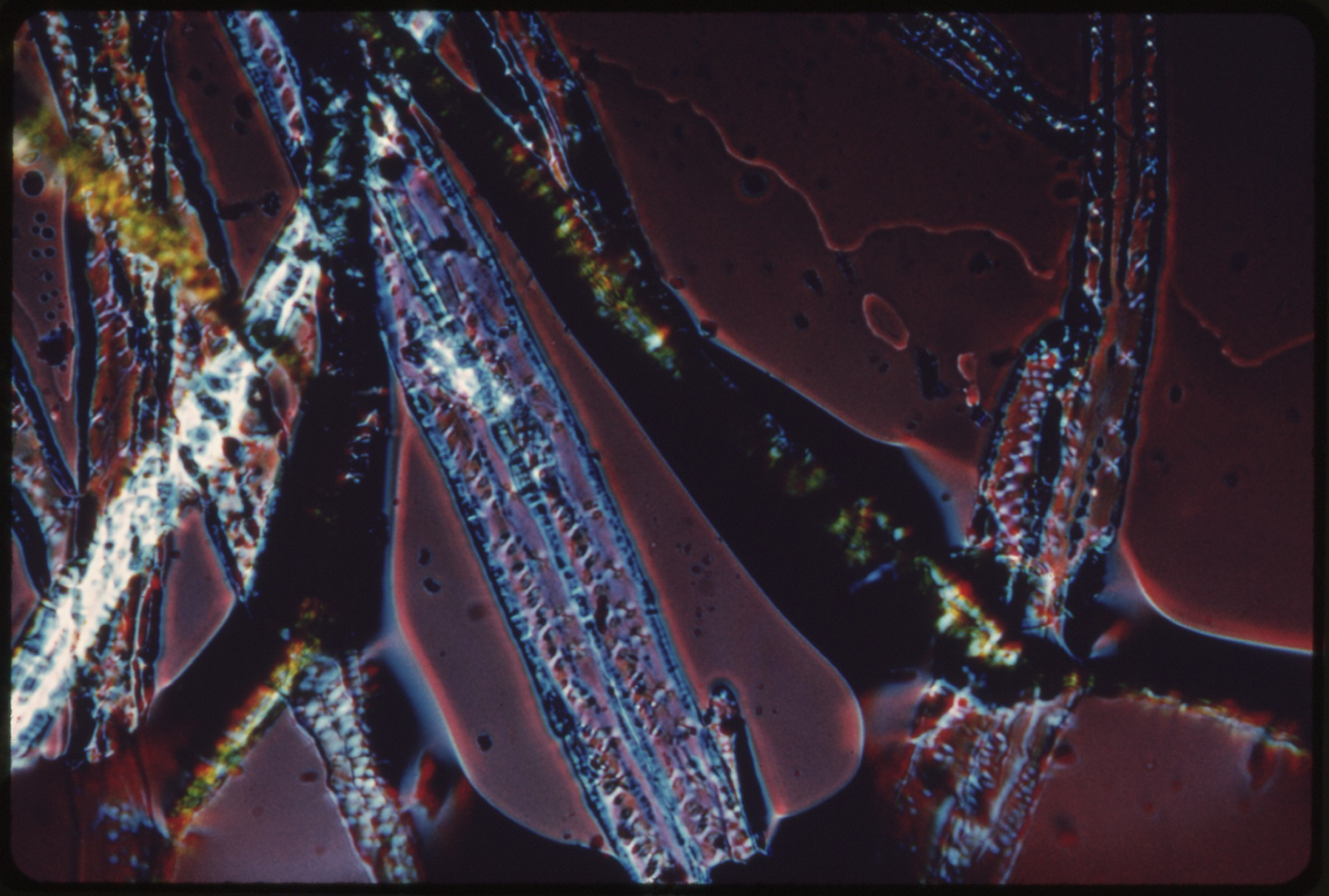
Fibre al microscopio